# Bürger für Zwickau

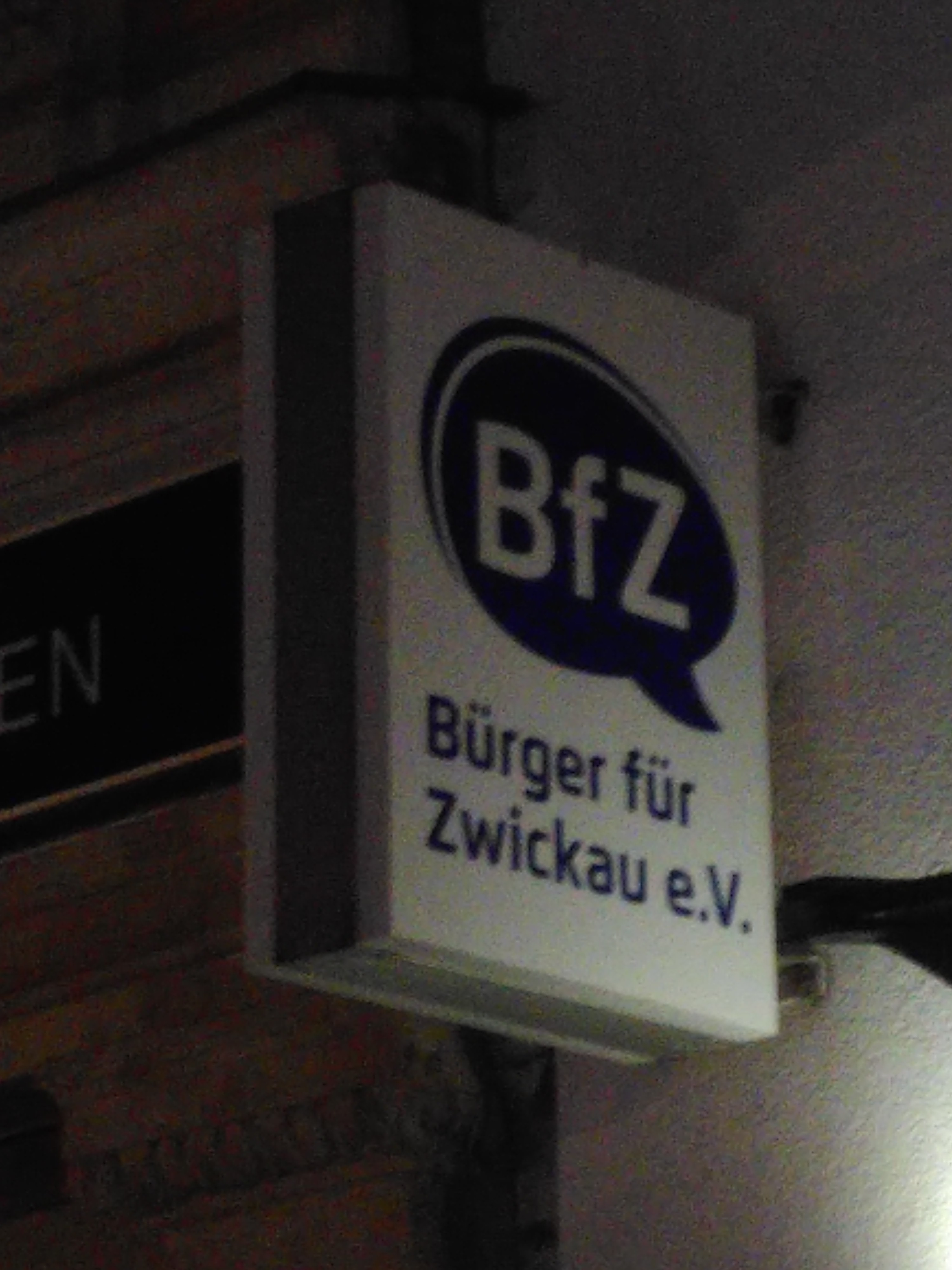
Schild an der »Bürgerwerkstatt«, (2024)

Die Bürger für Zwickau (BfZ) sind eine lokale Wählervereinigung. Sie sind seit 2014 mit stets um die 10 Prozent im Stadtrat vertreten. Die seit 2020 amtierende Oberbürgermeisterin Constance Arndt ist Mitglied. Tristan Drechsel ist Vorsitzender. Der Verein wiederum ist Mitglied im Freie Wähler Kreisverband Zwickau. (Es besteht keine Verbindung zu den Freien Wählern Zwickau.)

## Geschichte

### Frühe Jahre
Die Bürger für Zwickau gründeten sich 2013 als Wählervereinigung. Anfangs bestand eine Nähe zur »Bürgerinitiative Nein zur JVA in Zwickau-Marienthal«. Zur Stadtratswahl ein Jahr später erreichten sie vier Mandate. Diese bildeten mit denen der Grünen die Fraktion BfZ/Grüne. 2016 erreichten die Bürger für Zwickau Vereinsstatus. Das ermöglichte unter anderem, dass sie 2018 das 72. »Lebenslang«-Mitglied des FSV Zwickau wurden.

### 2019 bis 2024
Zur Stadtratswahl 2019 gewannen sie einen zusätzlichen Sitz und es bildete sich eine eigenständige Fraktion. Im Juni 2023 gab es einen Fraktionsaustritt zur AfD-Abspaltung Fraktion freier Bürger (FfB). Im Januar 2024 wechselte Jens Heinzig von SPD zu BfZ.
BfZ-Mitglied Constance Arndt trat 2020 zur Oberbürgermeisterwahl an, die sie im zweiten Wahlgang gewann. Im Juli 2023 wurde in der Freien Presse beschrieben, dass Arndt oft gegenüber dem »konservative[n] bis rechte[n] Lager« (CDU/FDP, AfD und FfB) auf »verlorenem Posten« stehe und die BfZ-Fraktion im Gegensatz zu ihr »meist in diese Richtung« tendiere.
Die Freien Wähler, insbesondere der Kreisverband Zwickau, sind »seit 2019 strategische Partner« (Tristan Drechsel). So kandidierten zur Kreistagswahl 2019 BfZ-Mitglieder auf der Liste des Freie-Wähler-Kreisverbands. Dieser wiederum unterstützte die Oberbürgermeisterkandidatur von Constance Arndt 2020. Die Kreisvereinigung der Freien Wähler, die zwar formal unabhängig vom Kreisverband ist, aber immerhin personell verflochten ist, nominierte BfZ-Mitglied Christiane Drechsel zur Direktkandidatin für die Bundestagswahl 2021 im Bundestagswahlkreis Zwickau. Die Bürger für Zwickau unterstützten 2022 die Landratskandidatin des Kreisverbandes Dorothee Obst, die sehr knapp Carsten Michaelis (CDU) unterlag. Inzwischen dem Kreisverband beigetreten wurden auf einer Grafik zur Eröffnung eines Büros namens »Bürgerwerkstatt« beide Logos nebeneinander abgebildet.

### Seit der Stadtratswahl 2024
Zur Stadtratswahl 2024 gab es sechs Mandate, eines mehr als zuvor.

## Mitglieder
Der Verein hat nach eigenen Angaben 36 oder 37 Mitglieder (Stand 2023). Er stellte aber 2019 und 2024 mehr Kandidaten auf als insgesamt im 48-köpfigen Stadtrat zur Verfügung stehen. Vier öffentlich stark sichtbare Mitglieder stehen in enger verwandtschaftlicher Beziehung: Tristan und Christiane Drechsel sind verheiratet und deren Tochter Julia mit Christopher Kühn. Besonders bekannt sind die oben bereits erwähnten Mitglieder OB Constance Arndt und Ex-SPD-Mitglied Jens Heinzig.

## Wahlergebnisse
| Wahl- jahr                                                       | Listen- länge | Stimmen absolut1 | Anteil [Prozent] | BfZ- Sitze | Rats- größe |
| ---------------------------------------------------------------- | ------------- | ---------------- | ---------------- | ---------- | ----------- |
| 2014                                                             | 22            | 7 951            | 8,81             | 4          | 48          |
| 2019                                                             | 52            | 12 359           | 10,75            | 5          | 48          |
| 2024                                                             | 64            | 14 970           | 12,47            | 6          | 48          |
| 1: »Jeder Wahlberechtigte hat drei Stimmen.« (§ 15 Abs. 1 KomWG) |               |                  |                  |            |             |